# Eglinton
Eglinton (Iers:An Mhagh) is een plaats in het Noord-Ierse district Derry.
Eglinton telt 3150 inwoners. Van de bevolking is 51,1% protestant en 46,5% katholiek.
In Eglinton ligt de luchthaven Derry.
Arghadowey · Ballykelly · Ballymaguigan · Ballyronan · Bellagy · Castledawson · Coleraine · Derry · Draperstown · Dumananagh · Dungiven · Eglinton · Feeny · Garvagh · Kilrea · Lavey · Limavady · Maghera · Magherafelt · Moneymore · Portstewart · Traad · Upperlands